# Kataoka Teppei
Kataoka Teppei (japanisch 片岡 鉄兵; * 2. Februar 1894 in der Präfektur Okayama; † 25. Dezember 1944) war ein japanischer Schriftsteller.

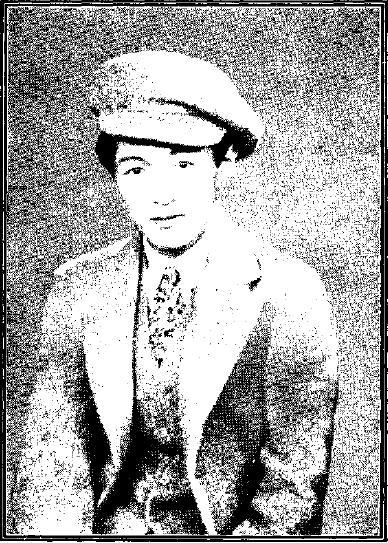
Kataoka Teppei, 1929

## Leben
Kataoka Teppei verließ die Schule ohne Abschluss und arbeitete für verschiedene Zeitungen. Kataoka wurde ab 1924 als Autor der Zeitschrift Bungei Jidai (文芸時代) bekannt. Die von Yokomitsu Riichi und Kawabata Yasunari gegründete Zeitschrift war das Organ der literarischen Schule Shinkankaku-ha (新感覚派, Neue Sensibilität). Ende der 1920er Jahre wandte er sich der proletarischen Literatur zu, bekannte sich zum Marxismus und wurde Mitglied der kommunistischen Partei. Von 1933 bis 1935 war er in Haft und trat danach aus der kommunistischen Partei aus. Bekannt wurde er mit Romanen wie Tsuna no ue no shōjo (綱の上の少女) – „Die Jungfrau auf dem Seil“ (1927), und Aijō no mondai (愛情の問題) – „Eine Frage der Liebe“ (1931).